# Ryūta Koike
Ryūta Koike (jap. 小池龍太 Koike Ryūta; ur. 29 sierpnia 1995 w Tokio) – japoński piłkarz występujący na pozycji obrońcy.

## Kariera piłkarska
Od 2014 roku występował w Renofa Yamaguchi FC i Kashiwa Reysol.